# Sphinx du liseron
Agrius convolvuli
Espèce
Le Sphinx du liseron (Agrius convolvuli) est une espèce de lépidoptères (papillons) de la famille des Sphingidae, de la sous-famille des Sphinginae, de la tribu des Acherontiini et du genre  Agrius.
C'est une espèce migratrice présente en Eurasie, en Afrique et en Océanie.

## Description
Le Sphinx du liseron est un grand papillon dont l'envergure varie de 80 à 120 mm, que l'on rencontre au crépuscule. Il est particulièrement reconnaissable à son vol extrêmement précis, comparable à celui du Moro-sphinx et à celui des oiseaux-mouches. Il est visible de mai à juin pour les migrations printanières venant du sud et d'août à octobre pour la génération partielle autochtone.
Hormis son vol particulier, le Sphinx du liseron possède la caractéristique d’être doté d'une trompe très longue, dont la taille, plus grande que le corps, est comprise entre 8 et 10 cm et peut atteindre 13 cm de long, ce qui lui permet, sans jamais se poser, de prélever le nectar au fond des corolles les plus profondes. Le sphinx du liseron est un butineur, qui participe à la pollinisation des fleurs.

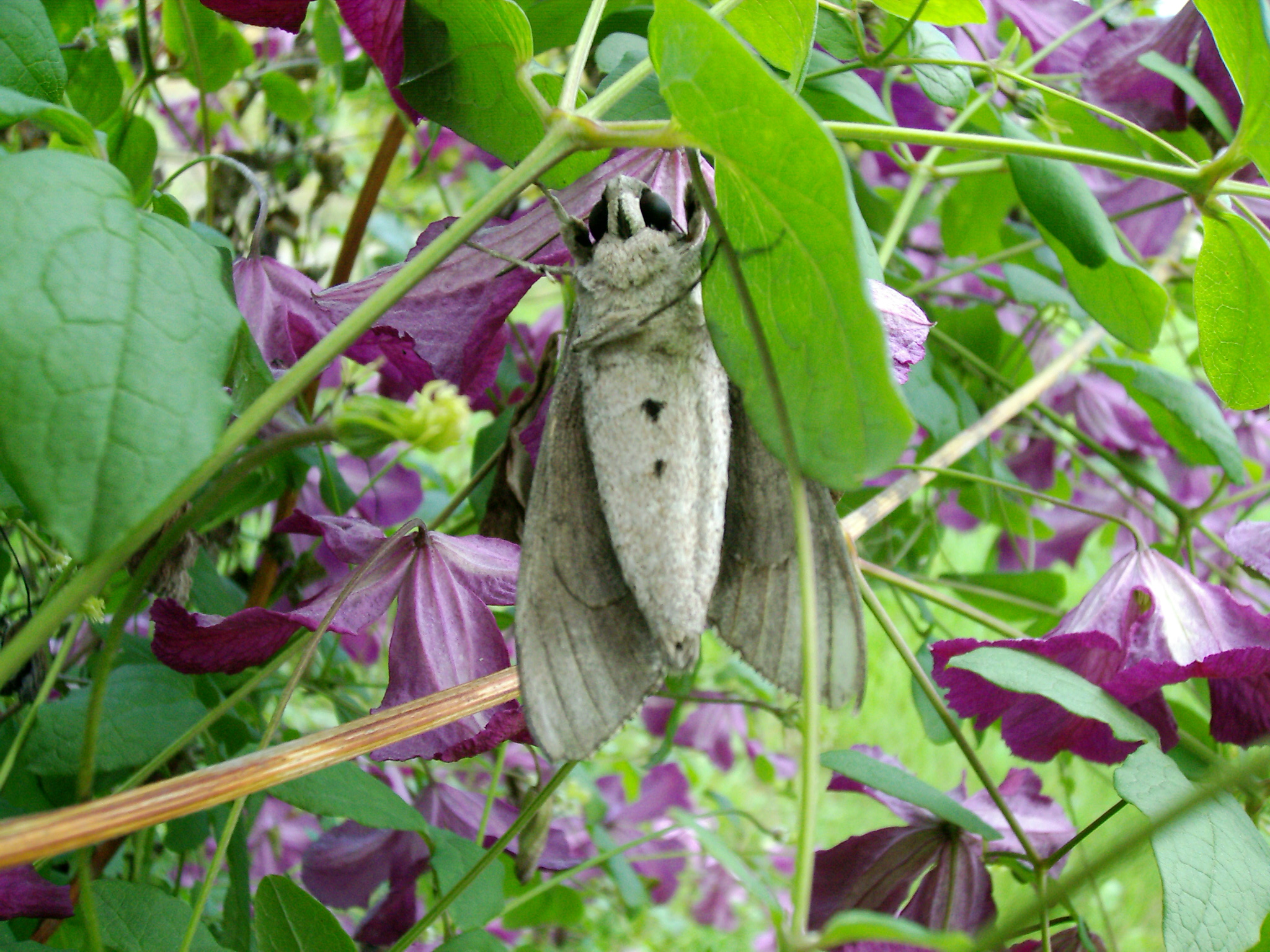
Face ventrale duveteuse, claire à deux taches noires.
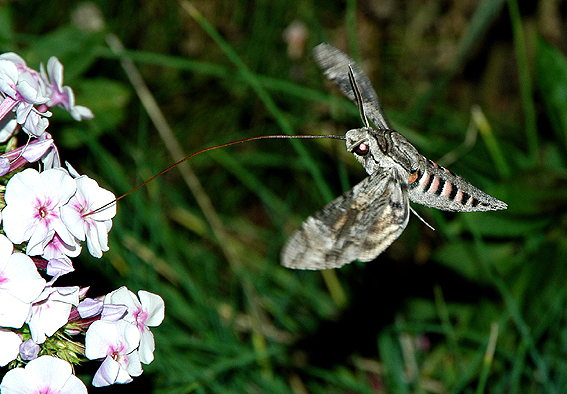
Longue trompe déroulée quand il butine (ici, des phlox).
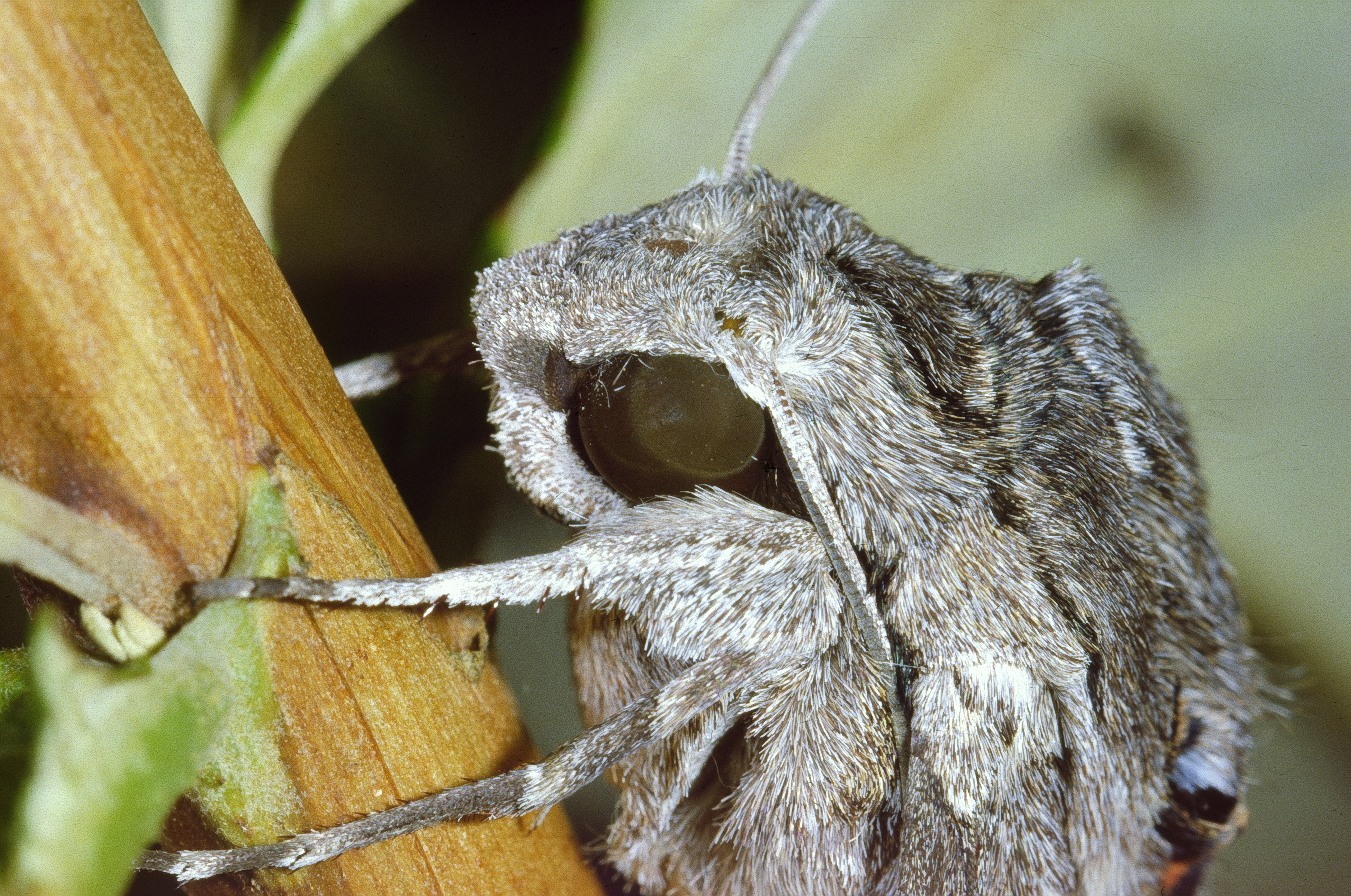
Les yeux sont, comme chez de nombreux papillons nocturnes, cachés sous la tête, ainsi mieux protégés de la lumière solaire.
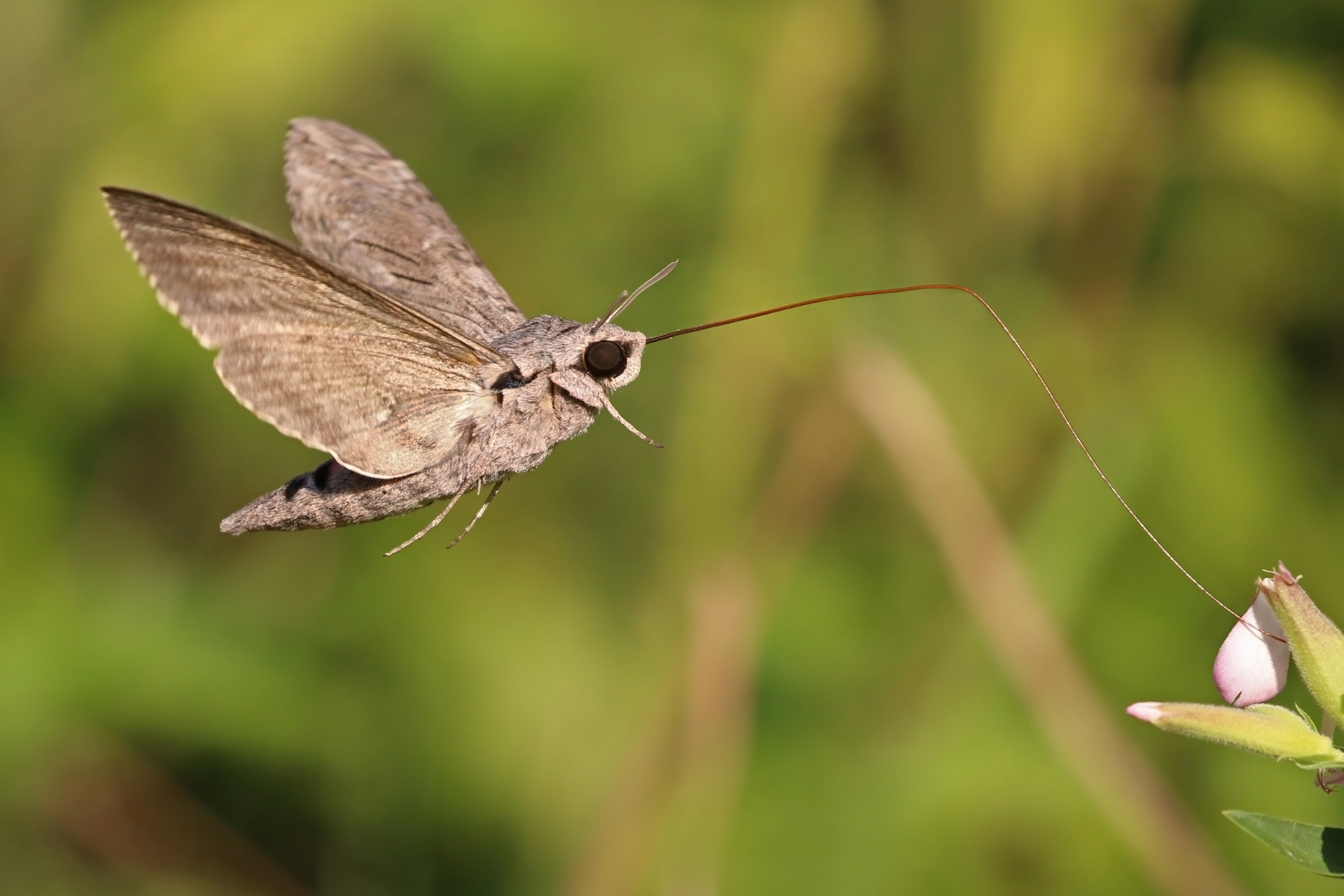
Un sphinx du liseron, en Bulgarie. Juillet 2017.
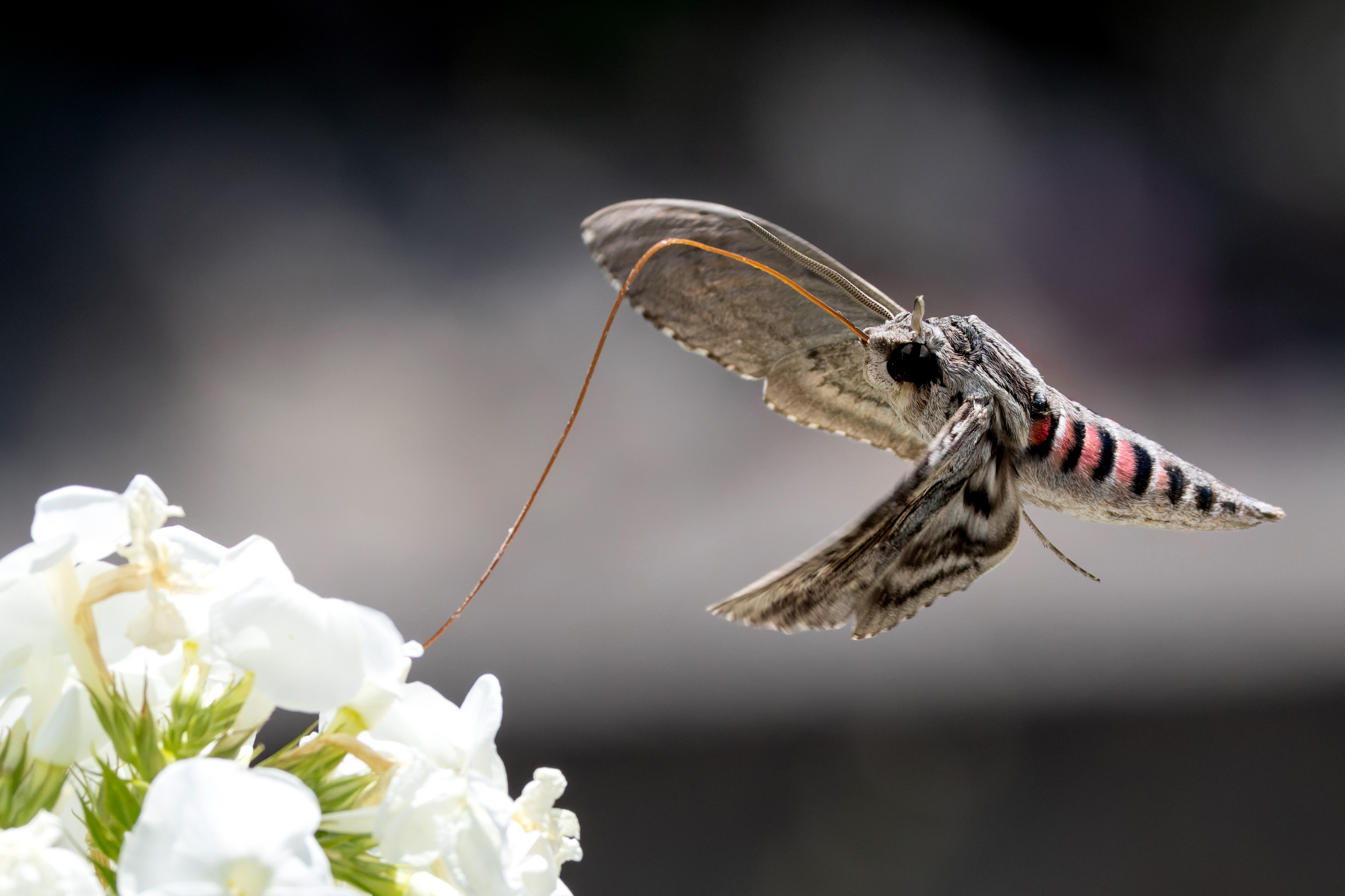
Un sphinx du liseron avec une fleur. Juillet 2022.

Sa forme, très aérodynamique, en fait l'un des plus puissants volateurs capable d'atteindre des pointes à 100 km/h ou de maintenir une vitesse de croisière de l'ordre de 50 km/h sur un long trajet. C'est cette qualité qui lui permet de traverser aisément la Méditerranée puis les Alpes et de se répandre à travers toute l'Europe jusqu'en Scandinavie. Ces grands voyageurs migrent en petits groupes. Au cours de ces migrations, la femelle pond dès qu'elle rencontre un milieu favorable abritant des liserons. La ponte peut renfermer jusqu'à 1 000 œufs de taille réduite (1 mm). 

### Chenille
Sa chenille, de couleur très variable, verte ou marron avec des stries latérales obliques blanchâtres et foncées, est de grande taille (110 mm). Elle est munie d'une petite corne pointue qui peut être jaune avec l'apex noir ou entièrement noire. Elle finit par s'enfouir sous terre pour aménager une loge souterraine de la taille et de la forme d'un œuf de poule dans laquelle aura lieu la transformation en chrysalide. 

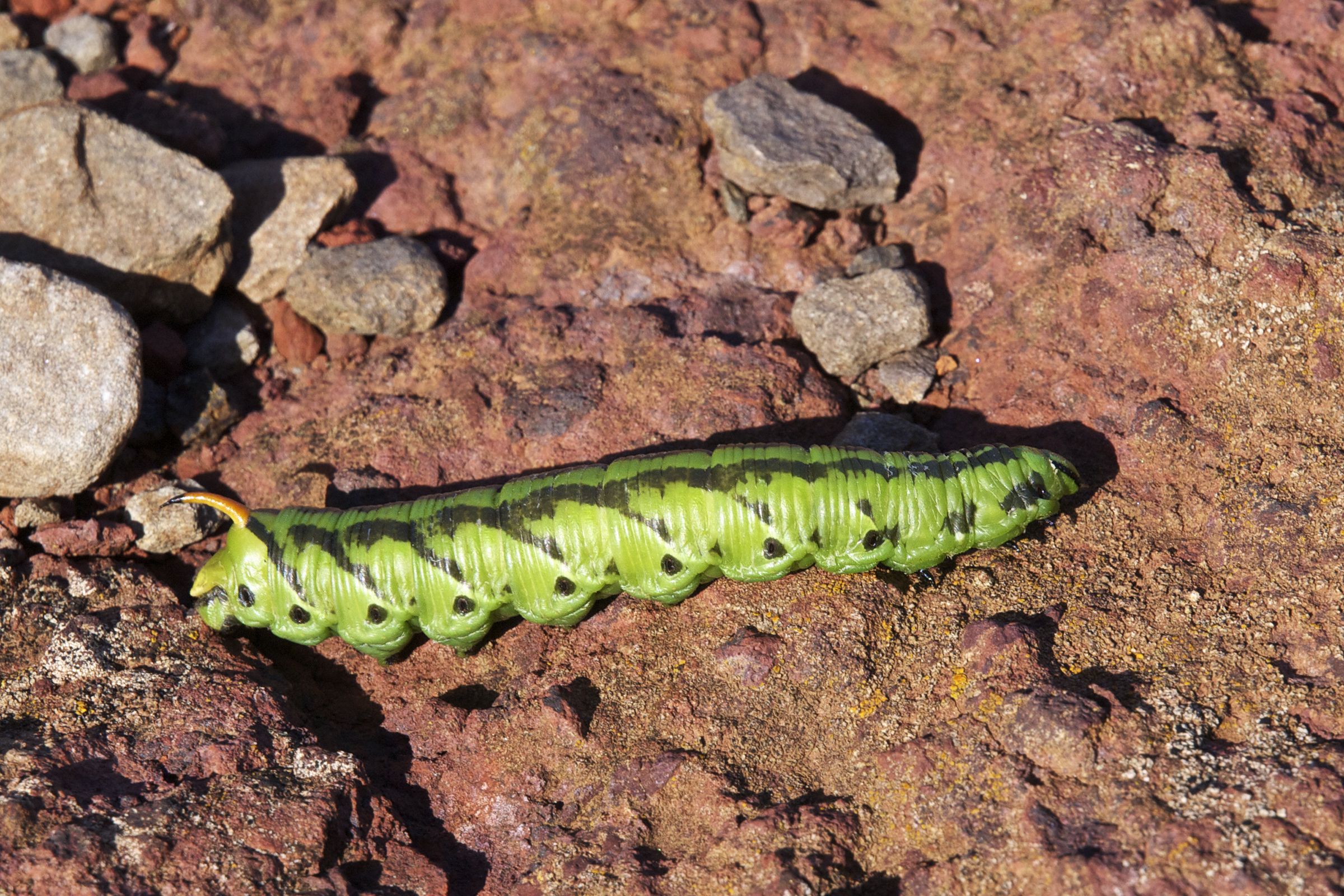
Chenille de teinte verte.
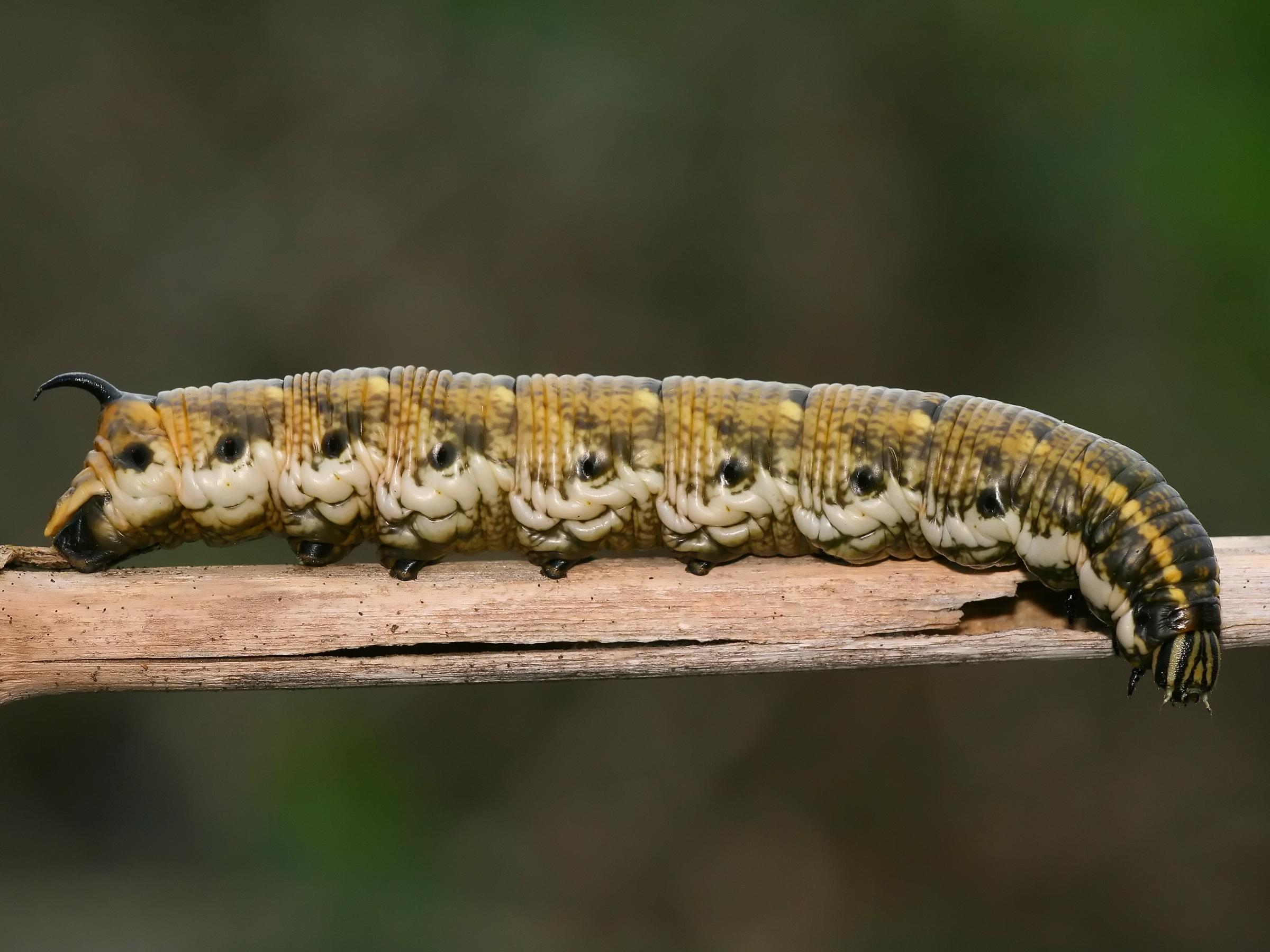
Chenille de teinte brune.

### Chrysalide
Sa chrysalide brun rougeâtre est caractérisée par une très longue gaine, nettement visible, protégeant la trompe.

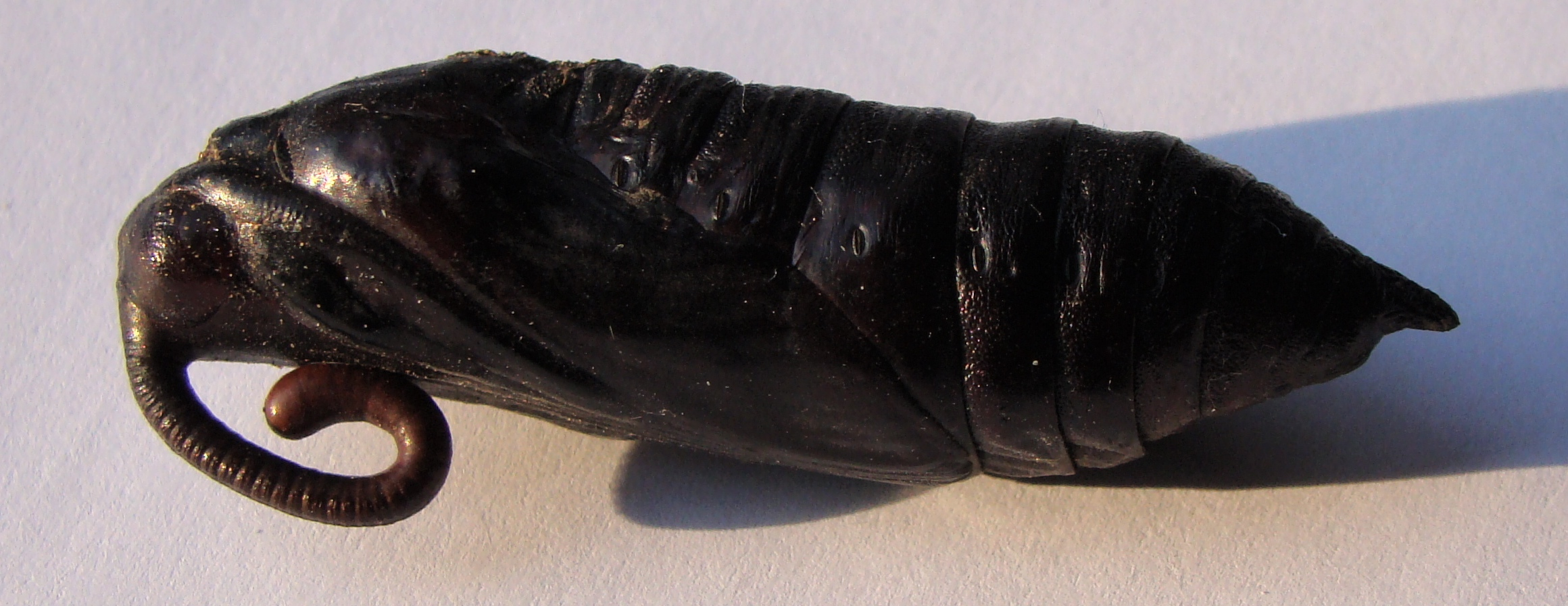
Chrysalide.

## Biologie
Les imagos volent habituellement en Europe en deux générations d'avril à août mais ils peuvent être présents également en septembre.
C'est un papillon migrateur subtropical.

## Écologie et distribution

Aire de répartition.
Rouge : Aires permanentes
Jaune : Aires de migrations

Il est résident en Afrique, Asie, et Australasie et migrateur en Europe.
En France métropolitaine, il est présent comme migrateur dans presque tous les départements dont le Nord-Pas-de-Calais.

### Biotope
Il se rencontre près des lisières, dans les prairies, les parcs et les jardins.
Ses plantes hôtes sont des Convolvulus, en Europe, le liseron des champs (Convolvulus arvensis) et le liseron des haies (Calystegia sepium), des Rumex et des Ipomoea. Hors Europe, sur ses terres d'origine, il vit sur la patate douce (Ipomoea batatas, Convolvulacées), et, plus rarement, sur les haricots (Phaseolus spp, Fabacées).

## Noms vernaculaires
- En français : principalement le Sphinx du liseron[6],[7],[5], et parfois le Sphinx à corne de bœuf[8],[9], le Sphinx de la patate douce[10] ou le Sphinx de la patate[9].
- En anglais : convolvulus hawkmoth[11]. La chenille est appelée sweetpotato hornworm[12], à l'instar de celle d’Agrius cingulata[13].
- En allemand : Windenschwärmer[11].
- En espagnol : esfinge de las enredadores[11].

## Systématique
L'espèce Agrius convolvuli a été décrite par le naturaliste suédois Carl von Linné en 1758, sous le nom initial de Sphinx convolvuli.

### Synonymes
- Sphinx convolvuli (Linnaeus, 1758) — protonyme
- Sphinx abadonna (Fabricius, 1798)[4].
- Sphinx patatas Ménétriés, 1857[15]
- Sphinx roseafasciata Koch, 1865[16]
- Sphinx pseudoconvolvuli Schaufuss, 1870[17]
- Protoparce distans Butler, 1876[18]
- Protoparce orientalis Butler, 1876[19]
- Sphinx batatae Christ, 1882
- Sphinx nigricans Cannaviello, 1900
- Agrius ichangensis Tutt, 1904
- Agrius javanensis Tutt, 1904
- Agrius tahitiensis Tutt, 1904
- Protoparce indica Skell, 1913
- Herse marshallensis Clark, 1922
- Herse peitaihoensis Clark, 1922
- Herse aksuensis O. Bang-Haas, 1927

### Liste des sous-espèces
Selon Catalogue of Life (17 août 2014) :
- sous-espèce Agrius convolvuli aksuensis Bang-Haas, 1927
- sous-espèce Agrius convolvuli marshallensis Clark, 1922
- sous-espèce Agrius convolvuli peitaihoensis Clark, 1922